# FC Twente in het seizoen 2013/14 (vrouwen)
Het seizoen 2013/2014 is het 7e jaar in het bestaan van de Enschedese vrouwenvoetbalclub FC Twente. De club kwam uit in de Women's BeNe League en heeft deelgenomen aan het toernooi om de KNVB beker.

## Wedstrijdstatistieken

### Women's BeNe League
|       | ADO Den Haag | AFC Ajax | RSC Anderlecht | Antwerp FC | Club Brugge | AA Gent | sc Heerenveen | Lierse SK | OH Leuven | PEC Zwolle | PSV/FC Eindhoven | Standard Luik | Telstar |
| ----- | ------------ | -------- | -------------- | ---------- | ----------- | ------- | ------------- | --------- | --------- | ---------- | ---------------- | ------------- | ------- |
| Thuis | 2 – 0        | 0 – 4    | 4 – 1          | 7 – 0      | 9 – 0       | 9 – 1   | 2 – 1         | 1 – 1     | 7 – 0     | 6 – 2      | 4 – 1            | 4 – 2         | 2 – 1   |
| Uit   | 1 – 3        | 0 – 1    | 0 – 3          | 0 – 7      | 0 – 7       | 0 – 9   | 1 – 3         | 1 – 0     | 1 – 7     | 0 – 4      | 1 – 1            | 1 – 0         | 0 – 2   |

### KNVB beker
| Achtste finale                             | RCL           | 0 – 5 (0 – ?) | FC Twente |  |
| Plaats: Leiderdorp Sportpark De Bloemerd   |               |               | Onbekend  |  |
| Kwartfinale                                | sc Heerenveen | 2 – 4 (? – ?) | FC Twente |  |
| Plaats: Heerenveen Sportpark Skoatterwâld  | Onbekend      |               | Onbekend  |  |
| Halve finale                               | FC Twente     | 0 – 2 (0 – ?) | AFC Ajax  |  |
| Plaats: Hengelo FC Twente-trainingscentrum |               |               | Onbekend  |  |

### Champions League
| Groepsfase                            | FC Twente | 6 – 0 (1 – 0) | Birkirkara FC                                                                 | Opstelling FC Twente |
| Plaats: Enschede De Grolsch Veste     | Shanice van de Sanden 2' Anouk Dekker 61' Maayke Heuver 66' Jill Roord 68', 82' Vera Berends 90+3'                  |               | 80' Kimberly Parnis                                                           | Willekens, Heuver ( 72' Westervelt), Worm ( 64' Wigger), Bakker, Marees, Bosveld, Dekker, Munsterman, Roord, Van de Sanden, E. Jansen ( 7' Berends)      |
| Groepsfase                            | ŽNK Osijek | 0 – 4 (0 – 2) | FC Twente                                                                     | Opstelling FC Twente |
| Plaats: Hengelo Sportpark Slangenbeek | Izabela Lojna 25' Gabrijela Gaiser 59' Mateja Bulut 82'                                                             |               | 35', 50' Jill Roord 42' Maayke Heuver 54' 88' Vera Berends 89' Sherida Spitse | Van Veenendaal, Heuver, Worm, Bakker ( 55' Wigger), Marees, Bosveld, Dekker ( 61' Spitse), Munsterman, Roord ( 70' Kerkdijk), Van de Sanden, E. Jansen   |
| Groepsfase                            | FC Twente | 0 – 2 (0 – 1) | Glasgow City LFC                                                              | Opstelling FC Twente |
| Plaats: Enschede De Grolsch Veste     | Sherida Spitse 39' Anouk Dekker 60' Maayke Heuver 67'                                                               |               | 18' Denise O'Sullivan 30' Emily Thomson 39' Rachel Corsie 90+1' Sarah Crilly  | Van Veenendaal, Heuver, Worm, Bakker, Marees, Bosveld ( 72' Munsterman), Dekker, Spitse, Roord, Berends ( 64' Wigger), Van de Sanden                     |
| 1e ronde                              | FC Twente | 0 – 4 (0 – 2) | Olympique Lyonnais                                                            | Opstelling FC Twente |
| Plaats: Enschede De Grolsch Veste     | |               | 22' Louisa Nécib 31' Saki Kumagai 52' Laëtitia Tonazzi 60' Lotta Schelin      | Van Veenendaal, Heuver, Worm, Bakker ( 65' Marees), Roetgering ( 85' Bosveld), Dekker ( 65' Berends), Munsterman, Roord, Van de Sanden, E. Jansen        |
| 1e ronde                              | Olympique Lyonnais                                                                                                  | 6 – 0 (2 – 0) | FC Twente                                                                     | Opstelling FC Twente |
| Plaats: Lyon Stade de Gerland         | Laëtitia Tonazzi 13' Louisa Nécib 25' Élise Bussaglia 60' Eugénie Le Sommer 73' Lotta Schelin 81' Megan Rapinoe 84' |               |                                                                               | Van Veenendaal, Heuver ( 67' Berends), Worm, Roetgering, Marees, Spitse, Wigger ( 76' Bakker), Munsterman, Roord, Van de Sanden, E. Jansen ( 76' Dekker) |

## Statistieken FC Twente 2013/2014

### Eindstand FC Twente Vrouwen in de Women's BeNe League 2013 / 2014
| Stand | Gespeeld | Gewonnen | Gelijk | Verloren | Punten | Doelpunten voor | Doelpunten tegen | Gele kaarten | Rode kaarten |
| ----- | -------- | -------- | ------ | -------- | ------ | --------------- | ---------------- | ------------ | ------------ |
| 1e    | 26       | 21       | 2      | 3        | 65     | 104             | 20               | 14           | 2            |

### Topscorers
| #      | Naam                  | Goal |
| ------ | --------------------- | ---- |
| 1.     | Ellen Jansen          | 27   |
| 2.     | Anouk Dekker          | 20   |
| 3.     | Jill Roord            | 13   |
| 4.     | Shanice van de Sanden | 11   |
| 5.     | Sherida Spitse        | 10   |
| 6.     | Marlous Pieëte        | 8    |
| 7.     | Maayke Heuver         | 7    |
| 8.     | Emilie Fillion        | 3    |
| 9.     | Marthe Munsterman     | 2    |
| 9.     | Maud Roetgering       | 2    |
| 9.     | Larissa Wigger        | 2    |
| 10.    | Vera Berends          | 1    |
| 10.    | Danique Kerkdijk      | 1    |
| 10.    | Siri Worm             | 1    |
| Totaal | Totaal                | 108  |

| #      | Naam                           | Goal |
| ------ | ------------------------------ | ---- |
| –      | Onbekend (Tegen RCL)           | 5    |
| –      | Onbekend (Tegen sc Heerenveen) | 4    |
| Totaal | Totaal                         | 9    |

| #      | Naam                  | Goal |
| ------ | --------------------- | ---- |
| 1.     | Jill Roord            | 4    |
| 2.     | Vera Berends          | 2    |
| 2.     | Maayke Heuver         | 2    |
| 3.     | Anouk Dekker          | 1    |
| 3.     | Shanice van de Sanden | 1    |
| Totaal | Totaal                | 2    |

### Kaarten
| #      | Naam                |    |
| ------ | ------------------- | -- |
| 1.     | Anouk Dekker        | 2  |
| 1.     | Maud Roetgering     | 2  |
| 2.     | Kirsten Bakker      | 1  |
| 2.     | Lisa Bosveld        | 1  |
| 2.     | Maayke Heuver       | 1  |
| 2.     | Marthe Munsterman   | 1  |
| 2.     | Danique Kerkdijk    | 1  |
| 2.     | Marlous Pieëte      | 1  |
| 2.     | Jill Roord          | 1  |
| 2.     | Sherida Spitse      | 1  |
| 2.     | Sari van Veenendaal | 1  |
| 2.     | Siri Worm           | 1  |
| Totaal | Totaal              | 14 |

| #      | Naam        |   |
| ------ | ----------- | - |
| –      | Geen speler | 0 |
| Totaal | Totaal      | 0 |

| #      | Naam           |   |
| ------ | -------------- | - |
| 1.     | Lisa Bosveld   | 1 |
| 1.     | Larissa Wigger | 1 |
| Totaal | Totaal         | 2 |